# Richtingzien
In de klassieke wetenschap van het zien beschrijft richtingzien dat als een punt van het netvlies door licht wordt geprikkeld, dit niet alleen leidt tot een lichtsensatie (beeld), maar ook een richtingsensatie welke door  de hersenen wordt opgenomen in één gecombineerd beeld van beide ogen, als een richting waarin de waarnemer centraal staat (egocentrische richting). Richtingzien is een aspect van binoculair zien.          
Alhazen (Ibn al-Haytham), een Arabische geleerde uit de 11e eeuw,  stelde als eerste dat zien mogelijk is doordat licht op voorwerpen weerkaatst en vervolgens in het oog terechtkomt  waarna in de hersenen waarnemingen ontstaan welke mede het gevolg zijn van activiteiten van de waarnemer, zoals het richten van de ogen. In de 19e eeuw werd dit idee uitgewerkt door Ewald Hering. Hij ging uit van het zien van richting door elk oog (visuele richting) en introduceerde het idee van een “cyclopisch oog” voor de egocentrische richting, alsof we de wereld vanuit één centraal punt tussen beide ogen zien. Gecombineerd met de resultaten van onderzoek aan de horopter kan dit het zien van enkelbeelden en dubbelbeelden verklaren. De verklaring van sensorische fusie, waarbij twee dubbelbeelden versmelten tot één nieuw beeld met een nieuwe richting, was pas mogelijk toen in de hersenen zenuwcellen werden gevonden die actief worden als gelijktijdig in het linker en rechter oog een specifieke richting geprikkeld wordt. Het zien van diepte op basis van verschillen in de richtingen tussen beide ogen (dispariteit) wordt behandeld in een apart artikel, Stereopis. In het volgende wordt de hoofdlijn van deze, overwegend klassieke, ontwikkeling beschreven en worden begrippen behandeld die helpen bij het lezen van de brondocumenten.                 

## Visuele richting

Blikrichting en visuele richting volgens Hering.

Elk oog heeft een klein gebiedje,  de fovea (f), waarmee het scherpst gezien kan worden. Bij het zien wordt dit gebiedje automatisch gericht op het punt dat de aandacht heeft, het fixatiepunt. De richting waarin het oog dan kijkt, wordt oculocentrische hoofdrichting of blikrichting genoemd. Volgens de wet van Hering wordt deze richting als recht vooruit waargenomen.    
Als een punt van het netvlies door licht wordt geprikkeld dan geeft dit niet alleen een lichtsensatie, maar ook een richtingsensatie. Deze richting wordt door Hering visuele richting genoemd en wordt uitgedrukt in de hoek met de blikrichting.     

#### Dubbelbeeld
Als twee ogen gelijktijdig een punt P in de ruimte zien, dan krijgen de hersenen informatie over twee visuele richtingen die, door de plaatsing van de ogen in het horizontale vlak, naast elkaar liggen. De hersenen interpreteren dit als het zien van twee objecten naast elkaar.  Dit worden dubbelbeelden genoemd.        

#### Enkelbeeld
Soms vallen deze dubbelbeelden schijnbaar met elkaar samen. Dit wordt een enkelbeeld genoemd.
Omdat beide ogen vanuit verschillende posities naar de ruimte kijken, zijn voor de meeste punten in de ruimte de visuele richtingen in de twee ogen ongelijk. Als je er op let kun je deze twee verschillende richtingen zien. Normaal zijn dubbelbeelden onzichtbaar omdat we ons er niet bewust van zijn, tenzij er sprake is van een afwijking zoals diplopie.     
```
Om een dubbelbeeld te zien kun je het het volgende doen: houd je duim recht vooruit op ca 30 cm. Houd je andere duim iets lager en beweeg deze duim naar je toe terwijl je naar de achterste duim blijft kijken. Je ziet dan op enig moment de voorste duim dubbel. Mocht je een sterk dominant oog hebben, dan kan het zijn dat het beeld van de duim die door het niet-dominante oog wordt gezien, wordt onderdrukt. Je ziet dan maar een van de twee dubbelbeelden.
```

## Egocentrische richting

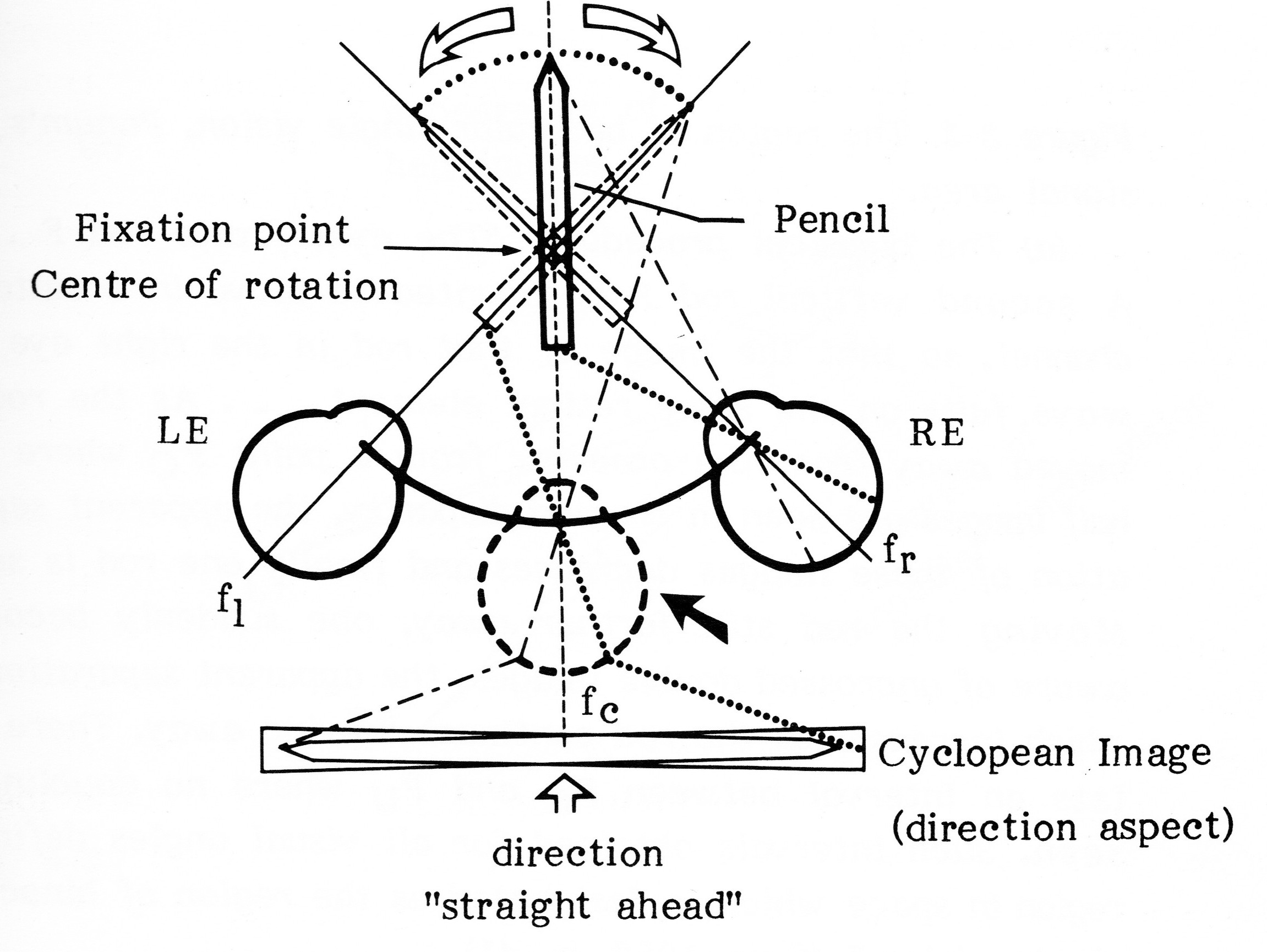
Cyclopische projectie. Draai het linkeroog (LE) en het rechteroog (RE) rond het fixatiepunt.

Hering beschreef in 1861 dat we de wereld lijken waar te nemen vanuit een punt, halverwege tussen beide ogen, in plaats van vanuit elk oog afzonderlijk. Hij noemde dit punt een cyclopisch oog, naar de cyplopes uit de Griekse mythologie. Hering beschreef ook een methode om te laten zien hoe de twee netvliesbeelden in dit cyclopische oog schijnbaar worden samengevoegd tot een gecombineerd beeld. Hij noemde deze methode cyclopische projectie. Hij illustreerde deze methode met een potlood dat zo wordt gehouden dat het van de waarnemer af wijst, zie de afbeelding. De methode bestaat in feite uit het roteren van de beelden van de twee ogen rond het fixatiepunt naar elkaar toe totdat ze samenvallen in het cyclopische oog. Geometrisch gezien verandert dit de richting niet, maar het geeft wel een beknopte beschrijving van hoe we richtingen lijken te zien. Dit wordt ook wel de wet van Hering voor de gemeenschappelijke binoculaire richting genoemd. 

#### Wet voor de gemeenschappelijke binoculaire richting
De wet van Hering stelt dat de richtingen die worden afgeleid van de beelden van beide ogen, worden waargenomen alsof de waarnemer de scène bekijkt vanuit één punt tussen beide ogen. Dit punt wordt het cyclopische oog genoemd.

## Horopter

Geometrische horopter. De visuele richtingen van punt P vallen op de horopter samen (enkelzien) en zijn gelijk: α = β.

Hering's cyclopische projectie is bedoeld als beschrijving van wat hij waarnam en niet als een verklaring hoe het egocentrische beeld in de hersenen tot stand komt. Hoe de beelden van de twee ogen worden samengevoegd is uitgebreid onderzocht met behulp van een theoretisch model, de geometrische horopter. De geometrische horopter is een cirkel door het fixatiepunt en beide ogen. Voor punten op deze cirkel is aangetoond dat deze (bij benadering) projecteren op corresponderende punten in beide ogen. Dit zijn punten die in beide ogen in dezelfde visuele richting kijken. In waarnemingsonderzoek (empirisch onderzoek) is vastgesteld dat het mogelijk is de visuele richtingen in beide ogen te meten en te vergelijken en zo de waargenomen horopter (empirische horopter) te bepalen. Het blijkt dat deze horopter niet een lijn is maar een verticaal (frontoparallel) vlak door het fixatiepunt en dat de vorm van dit vlak per mens verschilt. Bij korte fixatieafstanden is het vlak zoals gezien vanuit de waarnemer concaaf (hol), bij iets grotere afstanden vlakker en bij grotere afstand vlak of convex (bol). Verder buigt het vlak aan de bovenkant naar de waarnemer toe en aan de onderkant van de waarnemer af. Er wordt algemeen van uitgegaan dat dit aanpassingen zijn aan de omgeving, o.a. hoe de ogen bewegen in de uitsparingen in de schedel.

### Horopter als scherm

De horopter als scherm. Punt D heeft ongelijke richtingen in beide ogen en deze richtingen raken de horopter op twee verschillende punten (dubbelbeelden). Voor punt V geldt hetzelfde.

In vroege theorieën wordt de geometrische horopter voorgesteld als een scherm waarop de visuele wereld wordt afgebeeld. Punten die dichterbij (D) of verderaf (V) liggen, raken het scherm op twee verschillende punten.
Hoewel het bovengenoemde scherm niet echt bestaat, geeft het wel een correcte beschrijving van hoe dubbelbeelden worden gezien. In het geval dat de richtingen van beide ogen kruisen voor de horopter (punt D), is het linker dubbelbeeld afkomstig van het rechter oog en v.v. Deze situatie staat bekend als "gekruiste dispariteit". Bij een punt dat verder weg ligt dan de horopter, wordt het beeld van het linker oog links gezien van het beeld van het rechter oog. Onderzoekers noemen dit "parallele dispariteit". En bij een punt op de horopter vallen de twee richtingen samen en en wordt er dus maar 1 beeld gezien.

#### Disparate punten
Disparate punten zijn netvliespunten met een verschillend richtingkenmerk in beide ogen, die dus in verschillende visuele richtingen kijken. De grootte van het verschil wordt uitgedrukt in een hoekverschil, of in een afstand op het netvlies of op de horopter. Het hoekverschil van de twee visuele richtingen wordt dispariteit genoemd. Dispariteit is een maat voor de afstand tussen twee dubbelbeelden en is daarnaast ook een maat voor diepte (stereopsis).

### Horopter met cyclopisch oog

Cyclopisch oog. Elk punt op de horopter heeft in het cyclopische oog dezelfde visuele richting als in elk oog afzonderlijk: α = β = γ.

Hering plaatste het cyclopische oog op de horopter.
De procedure voor het tekenen van de egocentrische richtingen is als volgt: teken de hoofdrichting van het cyclopische oog door een lijn te trekken van het cyclopische oog naar het fixatiepunt. Plaats vervolgens het linkeroog op het cyclopische oog en draai het zo dat de hoofdrichting van het linkeroog samenvalt met de hoofdrichting van het cyclopische oog. Herhaal dit voor het rechteroog.
Punten op (de afstand van) de horopter  monden nu uit in twee samenvallende egocentrische richtingen en alle andere punten in twee verschillende richtingen. Hering's cyclopische projectie  geeft zo een verklaring voor het optreden van enkelzien versus dubbelzien.

## Sensorische fusie

Panum's fusiegebied naar Ogle In dit gebied worden objecten enkel gezien, daarbuiten dubbel.

Uit waarnemingsonderzoek blijkt  dat punten met ongelijke visuele richtingen in beide ogen, soms toch niet dubbel, maar enkel worden gezien, in een richting die ligt tussen de twee visuele richtingen in.  Dit verschijnsel wordt sensorische fusie (samensmelten) genoemd. Bij een sterk dominant oog ligt de waargenomen richting van het gefuseerde beeld dichter bij de richting die door het dominante oog wordt gezien.

#### Gefuseerd beeld
Een gefuseerd beeld is een beeld van een object waarvan de richtingen van beide ogen zijn gefuseerd tot een nieuwe richting die in ligt tussen de twee oorspronkelijke richtingen.
Het optreden van fusie is door Panum en en later door Ogle gemeten door een verticale staaf in de ruimte te verplaatsen en vast te stellen wanneer  de staaf enkel of dubbel wordt waargenomen. Het resultaat is geen lijn, zoals de geometrische horopter, maar een gebied dat zich uitstrekt aan weerszijden van de geometrische horopter. Dit gebied wordt Panum's fusiegebied genoemd. Ogle vond ook dat dubbelbeelden met een grote dispariteit, op de horopter worden gezien en dubbelbeelden met kleinere dispariteiten (iets) verder weg of dichter bij dan de horopter; de dieptesensatie is minder levendig en minder groot dan bij gefuseerde beelden.

#### Panum's fusiegebied
Panum's fusiegebied is het gebied in de ruimte waar objecten als gefuseerd beeld worden gezien. Panum's fusiegebied ligt aan weerszijden van de horopter.

#### Experiment van Hering

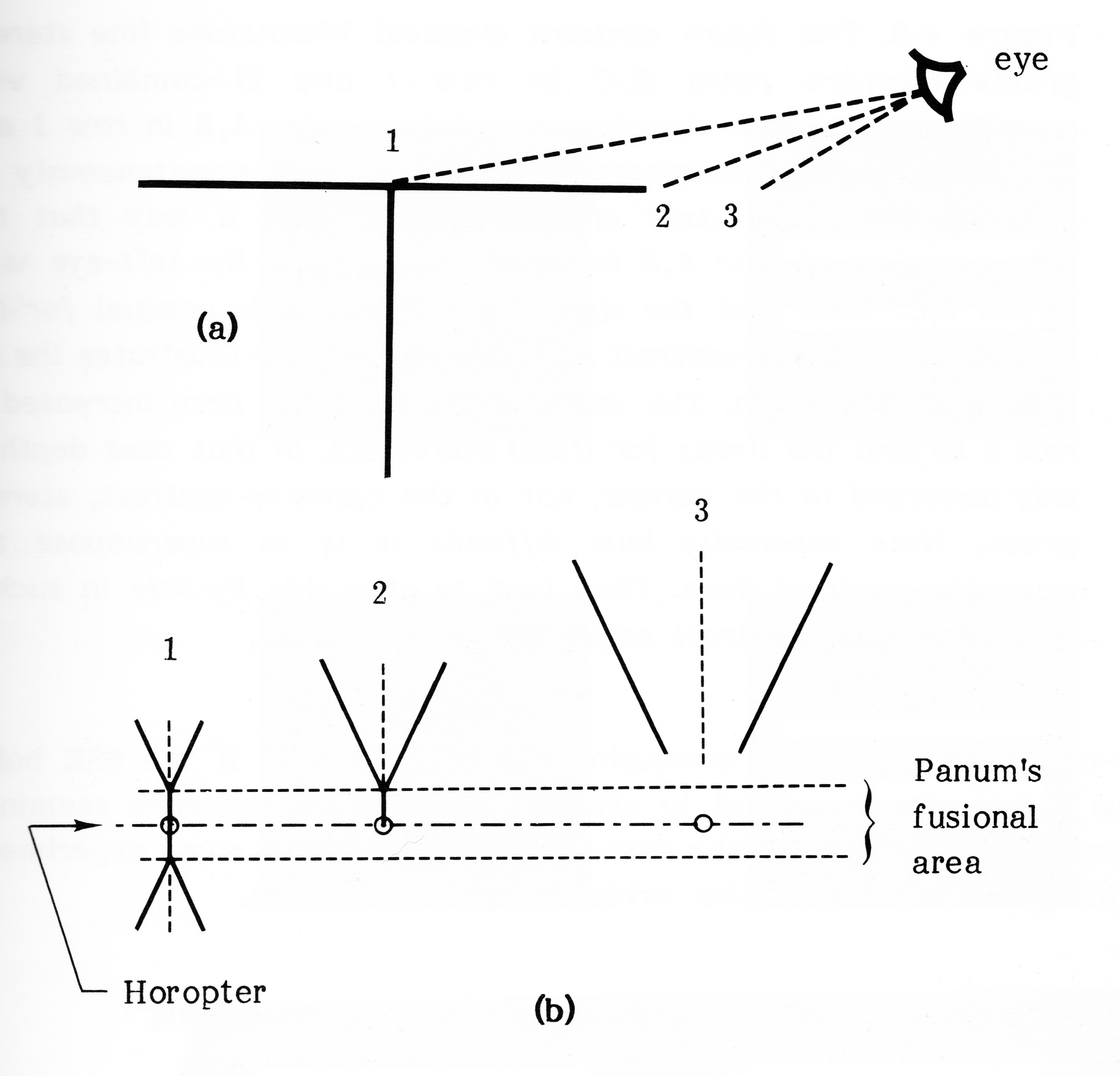
Hering's midsaggitale staaf

Hering beschreef een experiment om de theorie van Panum te testen. In het experiment wordt een dunne staaf in de kijkrichting recht vooruit gehouden in het midsagittale vlak. Als het midden van de staaf wordt gefixeerd, dan zou het midden van de staaf enkel moeten lijken en de uiteinden dubbel en weglopend in diepte, zoals in de figuur. Hering vond dit niet en verwierp daarmee de theorie.
Het experiment van Hering is een speciaal geval van de midsagittale-strip illusie. Deze illusie verklaart dat en waarom het gefuseerde beeld dwars op de kijkrichting wordt gezien en niet zoals Hering veronderstelde.

### Vergentiehoropter
Zodra een punt dat de aandacht heeft buiten Panum's fusiegebied dreigt te komen, zorgt een automatische oogbeweging (vergentiebeweging) dat het punt weer midden in Panum's fusiegebied komt te liggen. In onderzoek naar deze reflex wordt de vergentiehoropter gedefinieerd als de verzameling punten binnen Panum's fusiegebied die geen reflex opwekken. De gemeten horopter valt centraal binnen het fusiebereik van Panum. In het verticale vlak staat de vergentiehoropter minder schuin dan het corresponderende fusiebereik.

### Verklaring
Het bestaan van fusie wordt niet verklaard door de klassieke theorie. Theorieën die gebruik maken van het feit dat er in de visuele cortex neuronen zijn gevonden die via elk oog in een bepaalde visuele richting kijken, lijken dit verschijnsel beter te kunnen verklaren.